# Sit-up
Sit-up (auch: Rumpfbeugen, Rumpfheben oder Aufrichter) ist eine Trainingsübung, bei der aus dem Liegen der Oberkörper aufgerichtet wird. 

## Beschreibung
Die Übung soll dem Training der Bauchmuskulatur dienen, gilt aber mittlerweile als ungünstig, da der Musculus psoas major dabei stärker als die Zielmuskulatur angesprochen wird und dieser Muskel bei den meisten Menschen bereits zu sehr verkürzt ist.
Als bessere Alternative werden Bauchpressen, häufig auch als Crunches bezeichnet, empfohlen, da sie wesentlich schonender und ungefährlicher auszuführen sind. Schädigungen der Wirbelsäule werden dabei vermieden.
Mit Muskelaufbauübungen wie Sit-ups lässt sich kein überschüssiges Gewicht abtrainieren, weshalb Bauchmuskeltraining alleine keinen flachen Bauch bewirkt. Es ist bei Bedarf vor allem ein Kaloriendefizit zur Gewichtsreduzierung nötig.

## Ausführung

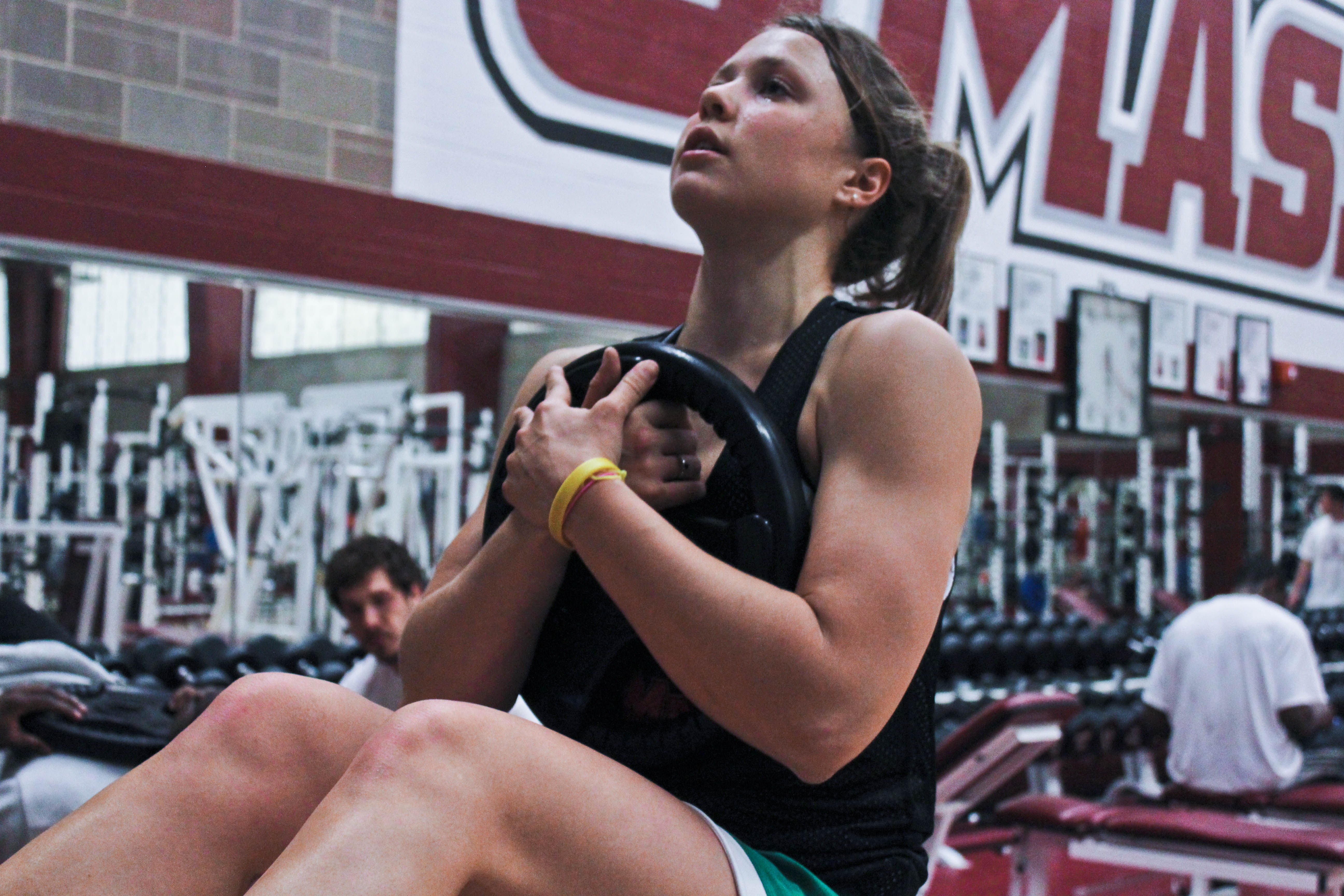
Mit Gewichtsscheibe

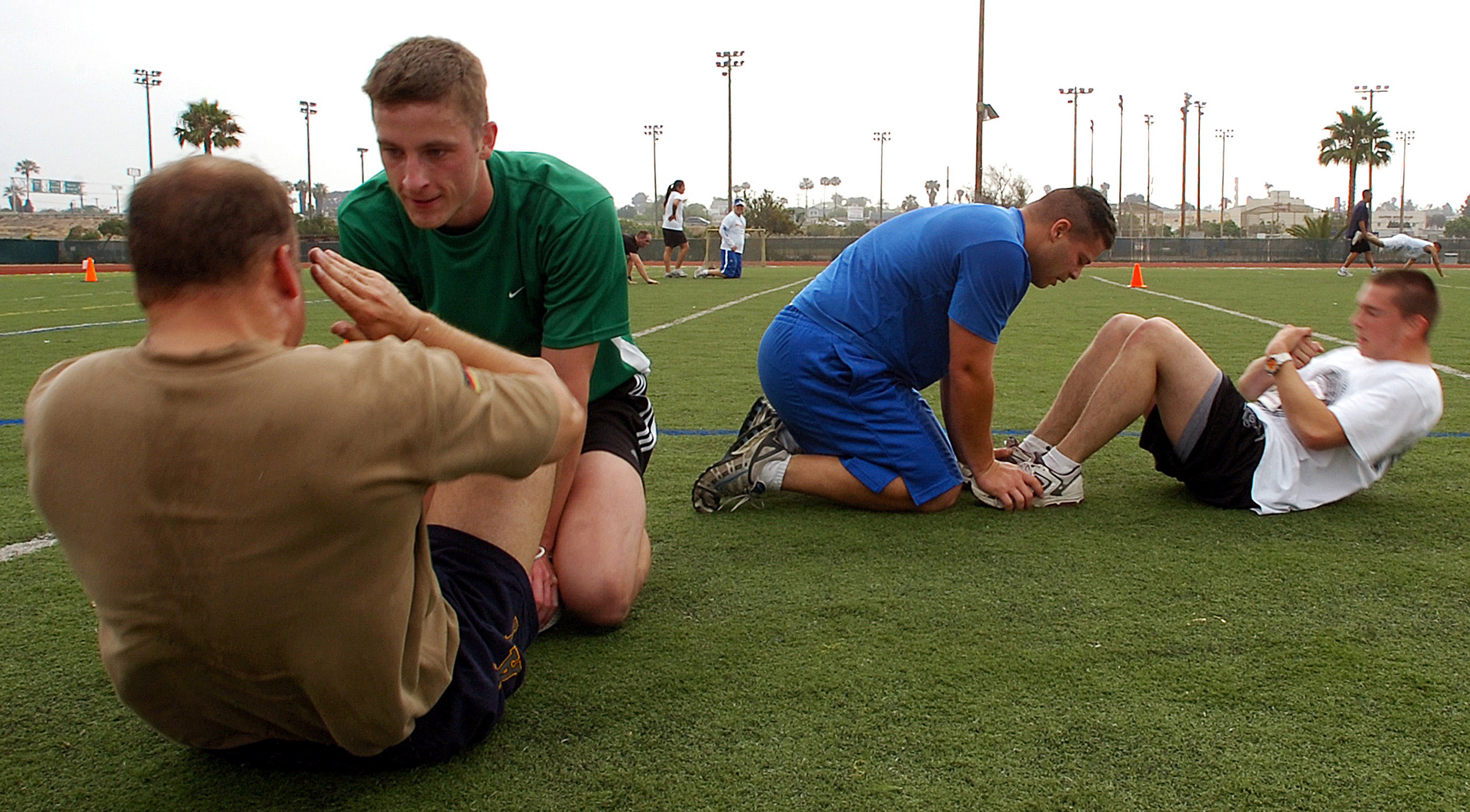
Mit Trainingspartner

Der Sportler liegt auf dem Rücken, die Hände sind entweder auf der Brust gekreuzt abgelegt oder hinter dem Kopf gefaltet und die Beine sind angewinkelt, so dass an den Knien ungefähr ein 90°-Winkel entsteht. Nun wird der Oberkörper angehoben, bis nur noch das Gesäß den Boden berührt und die Ellenbogen fast die Oberschenkel erreichen. Für diese Bewegung ist es häufig nötig, die Füße z. B. durch einen Trainingspartner zu fixieren.
Erschwert werden kann diese Übung z. B. durch die Ausführung auf einer Schrägbank oder mit den Beinen auf einer erhöhten Position und durch den Gebrauch von Gewichtsscheiben, die auf der Brust oder hinter dem Kopf mitangehoben werden können.